# Петар Танасијевић
Петар Танасијевић (Смедеревска Паланка, 1932 — Београд, 13. мај 2016) био је југословенски и српски композитор, текстописац и певач. Компоновао је и писао песме у духу народне традиције, од којих су најпознатије: Јутрос ми је ружа процветала, Године су пролазиле, Од извора два путића, Ој, месече, звездо сјајна, Чај за двоје, Два ока њена, Дивље руже, Иду путем двоје, не говоре, Сврати, девојко, у мој виноград, Имам нано два дилбера, У сокаку комшија ми јутрос шљиве бира, Вараш ме, вараш ме, Често суза кане, Останимо пријатељи, Не живи се хиљаду година, Кћери моја, милија од злата.

## Биографија
Рођен је у Смедеревској Паланци, где је завршио основну школу, гимназију, нижу музичку школу и основао квартет гитара у КУД-у Абрашевић.
Прву песму написао је 1952. године, а то је била песма Спустила се јесен по пољима. Након уписа на Филолошки факултет у Београду, наставља бављење музиком у КУД-у Абрашевић и КУД-у Вукица Митровић. На аудицији Радио Београда 1956. године примљен је као солиста и у дуету са братом Драганом, да би у наредних петнаестак година, како сам, тако и у дуету, снимио више од 120 изворних песама из записа Љубинка Миљковића. Као певач, снимио је десетак сингл-плоча, како сам, тако и у дуету са Силваном Арменулић, Бисерком Мишић, својим братом Драганом... Касније се посвећује искључиво композиторском раду.
Написао је око 1.200 песама народне музике које су продате у више од 12 милиона плоча. Такође, написао је музику за филм И бог створи кафанску певачицу и серију Камионџије.
Аутор је већине хитова Лепе Лукић, а његове песме певали су и: Цуне Гојковић, Шабан Шаулић, Душица Билкић, Милан Бабић, Милица Поповић, Јасна Кочијашевић.
Песма Сврати, девојко, у мој загрљај, чији је комплетан аутор, проглашена је за најбољу песму деценије 1960—1970. године. Његове песме Јутрос ми је ружа процветала, Од извора два путића и Године су пролазиле уврштене су међу педесет најбољих песама двадесетог века.
Добитник је Естрадне награде Србије 1988. године, а од Удружења естрадних уметника Србије добио је похвалницу за изванредно залагање на пољу културно-забавног живота 1971. године. Иако нема завршен музички факултет, једини је у историји српске музике добио статус композитора од стране Савеза композитора.

## Стваралаштво
- Лепа Лукић: Вараш ме, вараш ме, Драги, драги очи моје дивне, Еј, што да не, што да не, Идем путем, бели џемпер плетем, Имам, нано, два дилбера, Јутрос ми је ружа процветала, Кад би знала да ме сањаш, Ко ће да ме воли, Кћери моја, милија од злата, Не питај ме, Не живи се хиљаду година, Од извора два путића, Ој, месече, звездо сјајна, Певам и тугујем, Пољуби ме драги, Чај за двоје, У сокаку комшија ми јутрос шљиве бира, Шаран ћилим вијугама, Што капију ниси затворио
- Мира Васиљевић: Године су пролазиле (са ансамблом Ђердан), Зри, зри тамјаника, Мој драгане
- Душица Билкић: Волео сам све што и ти волиш (дует са Недељком Билкићем), Иду путем двоје, не говоре, Шумадијо, зелена ливадо
- Недељко Билкић: Жеље су нам исте, друже
- Шабан Шаулић: Два ока њена
- Силвана Арменулић: Девојке смо са Мораве (дует са Петром Танасијевићем)
- Неџад Салковић: Ђурђија,  Фикрета
- Јасна Кочијашевић: Мало цик, мало цак
- Беба Селимовић: Како срцу свом да кажем, Пружи ми руке
- Предраг Гојковић Цуне: Често суза кане
- Мирослав Илић: Славујева песма
- Милан Бабић: Кад ми пишеш, што у душу дираш, Останимо пријатељи
- Дует Живка Милошевић и Јелена Алексић: Дивље руже (Да ли знадеш, сунце мило), По градини месечина к'о дан
- Дует Петар Танасијевић и Милица Поповић: Сврати, девојко, у мој виноград
- Мирослав Илић: Славујева песма
- Живан Милић: Сан

## Фестивали
- Београдски сабор - На ливади скупиле се девојке / Одрасла сам овце чувајући (дует са Драганом Танасијевићем), '65
- Београдски сабор - Куд лутате, мисли срца млада (дует са Драганом Танасијевићем), '66
- Београдски сабор - Има један чардак стари (дует са Драганом Танасијевићем), '68